# Uwe Handrich

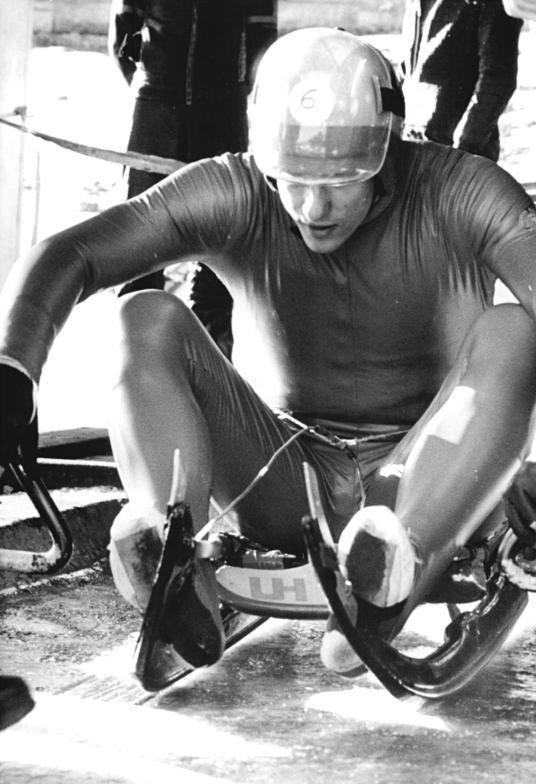
Uwe Handrich, 1982

Uwe Handrich (* 26. April 1959 in Elgersburg) ist ein ehemaliger deutscher Rennrodler, der für die DDR startete.
Er startete in seiner Laufbahn für den ASK Vorwärts Oberhof. Sein größter Erfolg im Rodeln war, neben dem Junioren-Europameistertitel 1978, der Gewinn der Rodeleuropameisterschaft im Einsitzer im Jahr 1982 in Winterberg. Als er sich wegen eines Sturzes Anfang 1984 nicht für die Olympischen Winterspiele in Sarajevo qualifizieren konnte, beendete er seine Karriere.
| Personendaten    | Personendaten        |
| ---------------- | -------------------- |
| NAME             | Handrich, Uwe        |
| KURZBESCHREIBUNG | deutscher Rennrodler |
| GEBURTSDATUM     | 26. April 1959       |
| GEBURTSORT       | Elgersburg           |